# Wahlbezirk Österreich unter der Enns 35
Der Wahlbezirk Österreich unter der Enns 35 war ein Wahlkreis für die Wahlen zum Abgeordnetenhaus im österreichischen Kronland Österreich unter der Enns. Der Wahlbezirk wurde 1907 mit der Einführung der Reichsratswahlordnung geschaffen und bestand bis zum Zusammenbruch der Habsburgermonarchie.

## Geschichte
Nachdem der Reichsrat im Herbst 1906 das allgemeine, gleiche, geheime und direkte Männerwahlrecht beschlossen hatte, wurde mit 26. Jänner 1907 die große Wahlrechtsreform durch Sanktionierung von Kaiser Franz Joseph I. gültig. Mit der neuen Reichsratswahlordnung schuf man insgesamt 516 Wahlbezirke, wobei mit Ausnahme Galiziens in jedem Wahlbezirk ein Abgeordneter im Zuge der Reichsratswahl gewählt wurde. Der Abgeordnete musste sich dabei im ersten Wahlgang oder in einer Stichwahl mit absoluter Mehrheit durchsetzen. Der Wahlkreis Österreich unter der Enns 35 umfasste folgende Gemeinden:
- Liesing, Atzgersdorf, Inzersdorf, Kaltenleutgeben, Siebenhirten und Vösendorf (alle Gerichtsbezirk Liesing)
- Wiener Neudorf (Gerichtsbezirk Mödling)
- Mannersdorf (Gerichtsbezirk Bruck an der Leitha)
- Ebergassing, Fischamend-Markt, Hennersdorf, Altkettenhof, Neukettenhof, Kleinneusiedl und Rannersdorf (alle Gerichtsbezirk Schwechat)
- Gramatneusiedl (Gerichtsbezirk Ebreichsdorf)

### Reichsratswahl 1907
Die Reichsratswahl 1907 wurde am 14. Mai 1907 (erster Wahlgang) durchgeführt. Die Stichwahl entfiel auf Grund der absoluten Mehrheit von Josef Tomschik im ersten Wahlgang.
| Kandidat                                                                     | Partei                             | Wahlkreis- stimmen | Stimmen- anteil |
| ---------------------------------------------------------------------------- | ---------------------------------- | ------------------ | --------------- |
| Josef Tomschik                                                               | Sozialdemokratische Arbeiterpartei | 5496               | 64,9 %          |
| Franz Scholz                                                                 | Christlichsoziale Partei           | 2721               | 32,1 %          |
| Dr. Kornke                                                                   | Deutsche Volkspartei               | 189                | 2,2 %           |
| Sonstige                                                                     |                                    | 59                 | 0,7 %           |
| Wahlberechtigte: 9373, Ungültige/Leere Stimmen: 156, Wahlbeteiligung: 92,0 % |                                    |                    |                 |

### Reichsratswahl 1911
Die Reichsratswahl 1911 wurde am 13. Juni 1911 (erster Wahlgang) durchgeführt. Die Stichwahl entfiel auf Grund der absoluten Mehrheit von Josef Tomschik im ersten Wahlgang.
| Kandidat                                                                     | Partei                             | Wahlkreis- stimmen | Stimmen- anteil |
| ---------------------------------------------------------------------------- | ---------------------------------- | ------------------ | --------------- |
| Josef Tomschik                                                               | Sozialdemokratische Arbeiterpartei | 5830               | 66,3 %          |
| Johann Mayer                                                                 | Christlichsoziale Partei           | 1756               | 20,0 %          |
| Anton Schubert                                                               | deutsch-nationaler Kandidat        | 1076               | 12,2 %          |
|                                                                              | Sonstige                           | 137                | 1,6 %           |
| Wahlberechtigte: 9938, Ungültige/Leere Stimmen: 301, Wahlbeteiligung: 91,6 % |                                    |                    |                 |